# Захаричев Григорій Микитович
Григо́рій Мики́тович Заха́ричев (1906 , Чернозьор'єd, Пензенська губернія  — 31 травня 1951 ) — радянский державний та військовий діяч. Депутат Верховної Ради УРСР 1-го скликання (1938–1947). Делегат XVIII з'їзду ВКП(б).

## Біографія
Народився 1906 року в бідній селянській родині в селі Чернозьор'є, тепер Мокшанський район, Пензенська область, Росія. У 1922–1925 роках батракував у сусідньому селі.
У 1925–1928 роках — у Червоній армії, слухач Нижньогородської піхотної школи імені Сталіна. 
Член ВКП(б) з 1928 року.
У 1928–1930 — командир взводу стрілецького полку в місті Дитяче Село, тепер Пушкін. У 1930–1931 роках — слухач військово-політичних курсів імені Енгельса в Ленінграді, після закінчення — політрук роти стрілецького полку в місті Дитяче Село. У 1934–1935 — військовий комісар окремого інженерного батальйону. У 1935–1938 роках  слухач військово-педагогічного факультету Військово-політичної академії імені Леніна. З квітня 1938 року — військовий комісар стрілецької дивізії Київського особливого військового округу, місто Жмеринка, з липня 1938 року — член Військової ради Вінницької армійської групи, реорганізованої в 1939 році в 6-ту армію. 2 серпня 1938 року присвоєно військове звання бригадний комісар. З 1939 року — член Військової ради 6-ї армії, місто Львів.
1940 року був обраний депутатом Верховної Ради УРСР першого скликання по Яворовському виборчому округу № 330 Львівської області.
1940 року призначений заступником начальника політичного управління Київського особливого військового округу, з січня 1941 року — на такій же посаді в Сибірському військовому окрузі, з серпня 1941 року — начальник політичного управління Сибірського військового округу.
На початку 1950-х років — полковник, начальник політвідділу — заступник начальника з політичної частини Військово-педагогічного інституту Радянської армії.
Загинув у автомобільній катастрофі 31 травня 1951 року.